# Gnafali nan
El gnafali nan (Omalotheca supina) és una espècie de planta de la família de les asteràcies que a Catalunya podem trobar a l'alta muntanya, als Pirineus. En algunes obres botàniques de referència l'inclouen dins del gènere Gnaphalium.

## Descripció
Planta vivaç, densament coberta per pèls blancs. Tiges molt curtes que poden arribar fins a uns 10 cm d'alçada però que sovint son pràcticament inexistents. Fulles de fins a 10(-15) mm, linear-lanceolades o linear-oblanceolades, senceres. Flors agrupades en petits capítols de 5-6 mm; corol·la tubular. Fruit en aqueni de fins a 1,5 mm, proveït de vilà. Floreix (sobretot als Pirineus) als mesos d’estiu (de juliol a setembre)

## Distribució i hàbitat
És una espècie de distribució boreo-alpina que viu en ambients amb clima subàrtic, en zones de tundra d'Àsia, Europa i Amèrica del Nord  i que es refugia en àrees d’alta muntanya a latituds més meridionals. Així, a la península Ibèrica se la pot trobar als Pirineus, Picos de Europa, Sierra Nevada i al sistema Central. També viu als Alps i altres serralades del sud d’Europa.
El gnafali nan prefereix terrenys silícics i prats que suporten una llarga cobertura de neu, per això apareix allà on les darreres congestes deixen algun temps per al ràpid desenvolupament d'aquestes plantes.

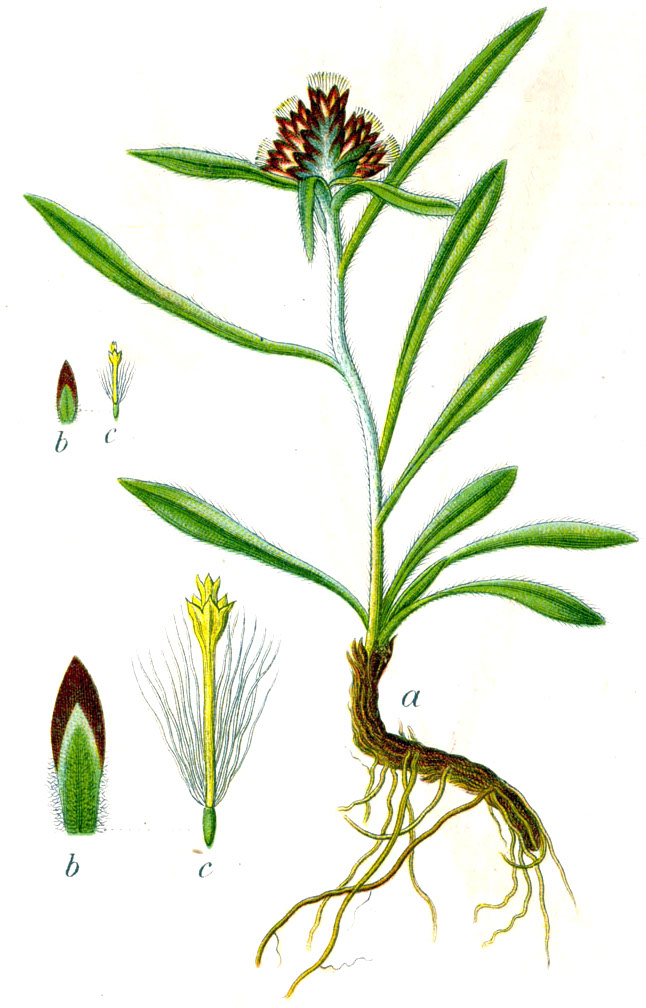
“Deutschlands Flora in Abbildungen” (dibuix de Jacob Sturm)
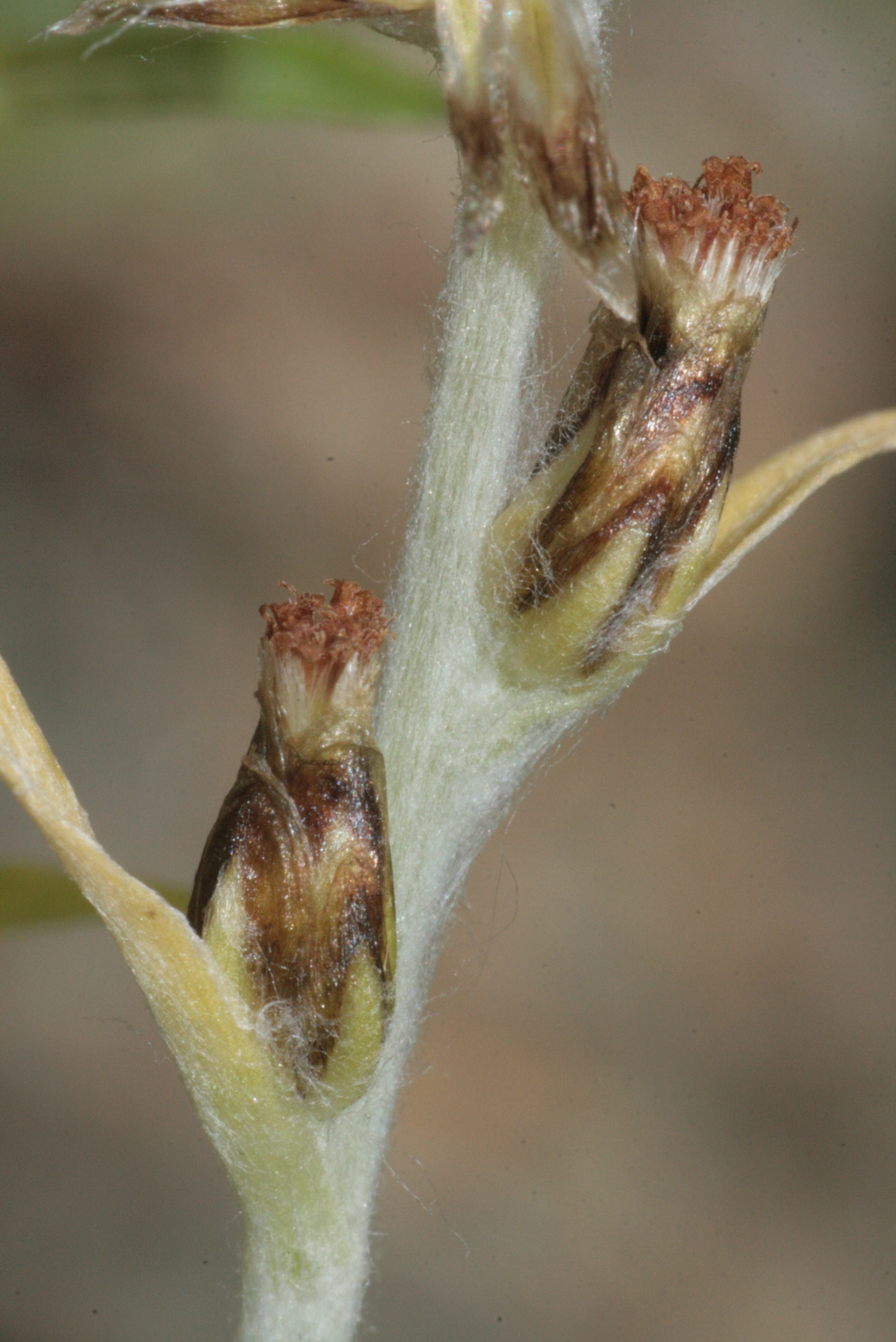
detall del capítol (inflorescència)
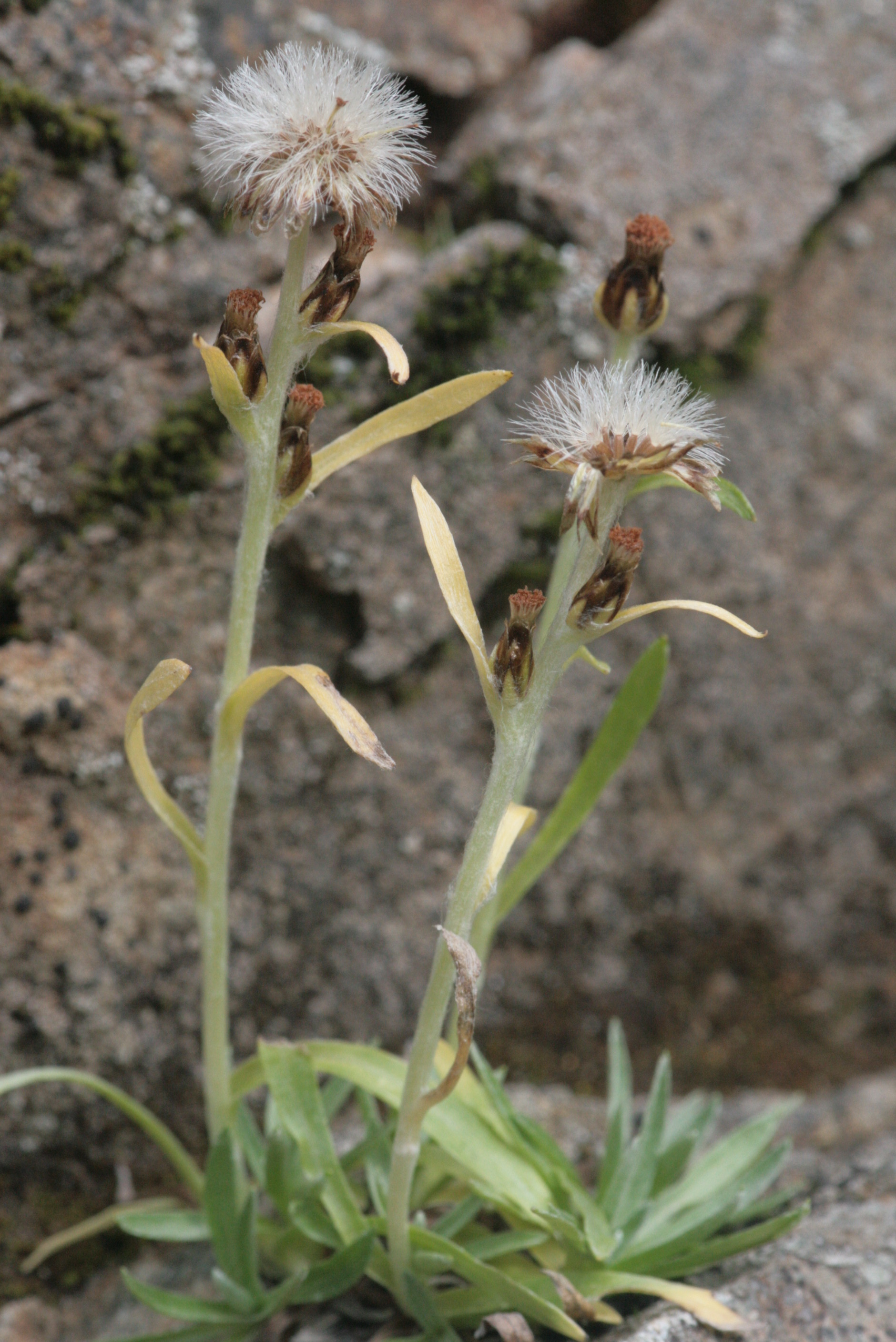
una planta en fruit

## Taxonomia
El gnafali nan va ser descrit inicialmenmt per Linné el 1767 amb el nom de Gnaphalium supinum que encara és el nom que es fa servir més per a anomenar a aquesta espècie. Avui en dia sembla que es reconeix més el nom que li va posar el botànic suís Augustin Pyramus de Candolle el 1838.
Hi ha una bon número de sinònims entre els que es poden destacar aquests tres:
- Omalotheca supina (L.) DC. (1838)
- Gnaphalium supinum L. (1767)
- Dasyanthus supinus  (L.) Bubani (1899)